# Alexander Gustafsson
Alexander Lars-Åke Gustafsson (født 15 januar 1987 i Arboga i Sverige), er en svensk MMA-udøver som siden 2009 har konkurreret i organisationen Ultimate Fighting Championship (UFC). Gustafsson er på nuværende tidspunkt rangeret (august 2018) som en af verdens største udøvere vægtklassen letsværvægt.

## MMA-karriere

### Tidlige karriere
Gustafsson begyndte at træne boksning i 10 års alderen. I år 2006 begyndte han at træne MMA og den 27. november 2007 kæmpede Gustafsson sin første kamp.

### Ultimate Fighting Championship
Efter at have vundet sine 8 første kampe – heraf 6 på knockout – blev det annonceret at han skulle få sin debut i UFC den 14. november 2009 mod Jared Hamman på UFC 105. Gustafsson vandt kampen via KO efter bare 41 sekunder i første omgang.
Den 10. april 2010 mødtes Gustafsson og Phil Davis på UFC 112. Davis vandt kampen via submission i første omgang og Gustafsson led dermed sit første nederlag i sin professionelle MMA-karriere.
På UFC 120 den 16. oktober 2010, besejrede Gustafsson kickboxing-veteranen Cyrille Diabaté via submission i anden omgang. In post-fight interviews Gustafsson said that the main reason for his success against Diabate was the time that he spent at Alliance MMA in the training camp. Næste kamp blev mod James Te Huna på UFC 127 den 26. februar 2011. Gustafsson vand kampen via submission (rear-naked choke) i første omgang.
Gustafsson og Matt Hamill mødtes den 6. august 2011 på UFC 133. Gustafsson vandt kampen via TKO i anden omgang. Hamill annoncerede at han gik på pension kort efter kampen. Gustafsson besejrede herefter Vladimir Matjusjenko via dommerafgørelse på UFC 141 den 30. december 2011.
På UFC on Fuel TV: Gustafsson vs. Silva den 14. april 2012 (de første UFC-galla i Sverige) mødtes Gustafsson og Thiago Silva i en kamp som Gustafsson vandt via dommerafgørelse.
Den 8. december, 2012 mødtes Gustafsson og Maurício Rua på UFC on Fox: Henderson vs. Diaz. Gustafsson vandt kampen via dommerafgørelse(30–27, 30–27, and 30–26).
Gustafsson skulle have mødt den tidligere Strikeforce-letsværvægt-mester Gegard Mousasi den 6. april 2013, på UFC on Fuel TV 9 og det blev meldt ud at en sejr ville sikre ham en titelchance. Den den 30. marts blev det afsløret at Gustafsson havde fået en flænge under en sparringskamp. Den 2. april, blev det offentliggjort af den svenske MMA-delegation at han ikke var i stand til at kæmpe. Gustafsson blev erstattet UFC-nykommeren, svenske Ilir Latifi, en af hans hovedtræningspartnere.

### Titlelchance
Efter at have vundet 6 kampe i træk blev det offentliggjort at Gustafsson skulle få en titelmatch i letsværvægt mod den regerende mester Jon Jones på UFC 165 den 21. september, 2013. Jones vandt kampen via enstemmig afgørelse. Kampen er blevet kaldet for den bedste titelkamp i letsværvægt nogensinde og blev udnævnet til Årets kamp til World MMA Awards.

### Post-titellkamp
Den 8. marts 2014 mødtes Gustafsson og ubesejrede Jimi Manuwa på UFC Fight Night: Gustafsson vs. Manuwa. Gustafsson vandt kampen via TKO i anden omgang og Manuwa led dermed sin første nederlag i sin karriere.
Hans præstation tildelte ham Fight of the Night og Performance of the Night-bonusprisen.
På UFC on Fox: Gustafsson vs. Johnson den 24. januar 2015 mødtes Gustafsson og Anthony Johnson. Gustafsson tabte kampen via TKO i første omgang, hvilket betød at dette var første gang han havde tabt i karrieren på grund af slag og spark. Gustafsson indrømmede senere at han havde overvejet at stoppe karriereren på grund af den ydmygelse han følte at tabe foran sit hjemmepublikum. Han tog senere et års kamppause.
Den 3. oktober, 2015 mødtes Gustafsson og den regerende mester Daniel Cormier i en titelmatch i letsværvægt på UFC 192. Gustafsson tabte kampen via delt afgørelse. Their performance earned both fighters the Fight of the Night awards.
Gustafsson og Jan Błachowicz mødtes den 3. september, 2016 på UFC Fight Night: Arlovski vs. Barnett. Gustafsson vandt kampen via enstemmig afgørelse (30–27, 30–27, and 30–27).
Den 28 maj 2017 mødtes Gustafsson og Glover Teixeira på UFC Fight Night: Gustafsson vs. Teixeira i Stockholm i Sverige. Gustafsson vandt kampen via KO i tidligt femte omgang efter at have domineret hele kampen. Deres præstation tildelte begge kæmpere Fight of the Night-bonusprisen.
Gustafsson skulle først have mødt Luke Rockhold, men Rockhold meldte fra til kampen på grund af en skade. Gustafsson skulle i stedet møde Volkan Oezdemir den 4. august 2018 på UFC 227. Men den 19. juli, 2018 blev det reporteret at Oezdemir blev fjernet fra kampen på grund af en brækket næse. Det blev reporteret den 22. juli, 2018, at også Gustafsson blev taget af programmet på grund af en skade. Det blev senere afsløret at Gustafsson havde fået en baglårsskade, og UFC håbede at få ham tilbage i kamp før slutningen af året.
Den 10. oktober, 2018 blev det offentliggjort at Gustafsson skulle få en rematch mod Jon Jones på UFC 232 om den ledige letsværvægt-mesterskabs-titel.

## Privatliv
Han er gift med Moa og de har sammen en datter, Ava, der er født i maj 2017. Senere i maj, 2017 blev parret forlovet inde i octagonen lige efter at Gustafsson havde besejret Glover Teixeira ii sin hjemby Stockholm. I september, 2018 fik parret deres andet barn, en søn.
Hans fighternavn, "The Mauler", blev givet til ham tidligt i sin karriere af hans træningspartnere, der referer til hans kraftfulde slag, dræberinstinkt og den nådesløse måde han færdiggør sine kampe på.
I forhold til kampsportsidolers, nævner Gustafsson altid MMA-legenden Fedor Emelianenko som sin største inspiration.
Gustafsson er kristen og havde et tæt personligt forhold til sin præst Wiggo Carlsson indtil hans død i 2012.
Han er ofte, både før og efter sin titelkamp i UFC 165, blevet sammenlignet med den svenske sværvægtsbokser Ingemar Johansson der vandt letsværvægt-verdensmesterskabstitlen i 1959.
I teenageårene blev Gustafsson dømt for vold ved 5 tilfælde, mellem 2002 og 2006. År 2005 blev han dømt till fængsel i 15 måneder. Gustafsson har i interviews beskrevet flytningen fra Arboga til Gøteborg samt strukturen og disciplinen fra MMA-træningen som han begyndte med efter den sidst dom i 2006 som der fik ham på rette spor.
Gustafsson havde en rolle i den svenske mainstreamfilm Johan Falk - Blodsdiamanter, der fik premiere i 2015.

## Mesterskaber og meritter

### MMA
- Ultimate Fighting Championship
  - Fight of the Night (4 gange) vs. Jon Jones, Jimi Manuwa, Daniel Cormier og Glover Teixeira[72][73][74][75]
  - Performance of the Night (1 gang) vs. Jimi Manuwa[76]
  - Fight of the Year (2013) vs. Jon Jones
- World MMA Awards
  - 2013 Fight of the Year vs. Jon Jones on September 21[77]
  - 2013 International Fighter of the Year[78]
- ESPN
  - 2013 Fight of the Year vs. Jon Jones (UFC 165)[79]
- Sherdog
  - 2011 All-Violence 3rd Team[80]
  - 2013 All-Violence 2nd Team[81]
  - 2013 Fight of the Year vs. Jon Jones (UFC 165)[82]
- FoxSports.com
  - 2013 Fight of the Year vs. Jon Jones (UFC 165)[83]
- Yahoo! Sports.com
  - 2013 Fight of the Year vs. Jon Jones (UFC 165)[84]
- MMAJunkie.com
  - 2013 Fight of the Year vs. Jon Jones (UFC 165)[85]
  - 2015 October Fight of the Month vs. Daniel Cormier (UFC 192)[86]
  - 2017 May Knockout of the Month vs. Glover Teixeira (UFC Fight Night 109)[87]
- MMAFighting.com
  - 2013 Fight of the Year vs. Jon Jones (UFC 165)[88]

### Amatørboksning
- Swedish Boxing Federation
  - 2003 Swedish National Youth Light Heavyweight Champion [89][90]
  - 2008 KP Cup Boxing Heavyweight Tournament Winner[91]
  - 2009 KP Cup Boxing Heavyweight Tournament Winner[92][93]
  - 2009 Tensta Box Open Heavyweight Tournament Winner[94][95]

### Submission grappling
- 2008 Grapplers Paradise 4 −99 kg (−218 lbs) tournament winner[96]

## Rekordliste
| Resultat | Rekordliste | Modstander           | Metode                        | Arrangement                              | Dato              | Omgang | Tid  | Sted             | Noter                    |
| -------- | ----------- | -------------------- | ----------------------------- | ---------------------------------------- | ----------------- | ------ | ---- | ---------------- | ------------------------ |
| Sejr     | 18–4        | Glover Teixeira      | KO (slag)                     | UFC Fight Night: Gustafsson vs. Teixeira | 28 maj 2017       | 5      | 1:07 | Stockholm        |                          |
| Sejr     | 17–4        | yesn Błachowicz      | Dommerafgørelse (enstemmig)   | UFC Fight Night: Arlovski vs. Barnett    | 3 september 2016  | 3      | 5:00 | Hamburg          |                          |
| Nederlag | 16–4        | Daniel Cormier       | Dommerafgørelse (delt)        | UFC 192                                  | 3 oktober 2015    | 5      | 5:00 | Houston          | Titelkamp i letsværvægt. |
| Nederlag | 16–3        | Anthony Johnson      | TKO (slag)                    | UFC on Fox: Gustafsson vs. Johnson       | 24 januar 2015    | 1      | 2:15 | Stockholm        |                          |
| Sejr     | 16–2        | Jimi Manuwa          | TKO (knæ og slag)             | UFC Fight Night: Gustafsson vs. Manuwa   | 8 marts 2014      | 2      | 1:18 | London           |                          |
| Nederlag | 15–2        | Jon Jones            | Dommerafgørelse (enstemmig)   | UFC 165                                  | 21 september 2013 | 5      | 5:00 | Toronto          | Titelkamp i letsværvægt. |
| Sejr     | 15–1        | Maurício Rua         | Dommerafgørelse (enstemmig)   | UFC on Fox: Henderson vs. Diaz           | 8 december 2012   | 3      | 5:00 | Seattle          |                          |
| Sejr     | 14–1        | Thiago Silva         | Dommerafgørelse (enstemmig)   | UFC on Fuel TV: Gustafsson vs. Silva     | 14 april 2012     | 3      | 5:00 | Stockholm        |                          |
| Sejr     | 13–1        | Vladimir Matjusjenko | TKO (slag)                    | UFC 141                                  | 30 december 2011  | 1      | 2:13 | Las Vegas        |                          |
| Sejr     | 12–1        | Matt Hamill          | TKO (slag och albuer)         | UFC 133                                  | 6 augusti 2011    | 2      | 3:34 | Philadelphia     |                          |
| Sejr     | 11–1        | yesmes Te Huna       | Submission (rear-naked choke) | UFC 127                                  | 26 februar 2011   | 1      | 4:27 | Sydney           |                          |
| Sejr     | 10–1        | Cyrille Diabaté      | Submission (rear-naked choke) | UFC 120                                  | 16 oktober 2010   | 2      | 2:41 | London           |                          |
| Nederlag | 9–1         | Phil Davis           | Submission (anaconda choke)   | UFC 112                                  | 10 april 2010     | 1      | 4:55 | Abu Dhabi        |                          |
| Sejr     | 9–0         | yesred Hamman        | KO (slag)                     | UFC 105                                  | 14 november 2009  | 1      | 0:41 | Manchester       |                          |
| Sejr     | 8–0         | Vladimir Sjemarov    | KO (slag)                     | Superior Challenge 3 - Untamed           | 30 maj 2009       | 1      | 2:37 | Stockholm        |                          |
| Sejr     | 7–0         | Pedro Quetglas       | TKO (slag)                    | The Zone FC 3                            | 8 november 2008   | 1      | 2:08 | Göteborg         |                          |
| Sejr     | 6–0         | Krzysztof Kułak      | Dommerafgørelse (enstemmig)   | KSW: Extra                               | 13 september 2008 | 2      | 5:00 | Dąbrowa Górnicza |                          |
| Sejr     | 5–0         | Matteo Minonzio      | TKO (slag)                    | The Zone FC 2                            | 10 maj 2008       | 1      | 3:52 | Göteborg         |                          |
| Sejr     | 4–0         | Florian Muller       | TKO (slag)                    | Fite Selektor                            | 13 marts 2008     | 2      | 3:44 | Dubai            |                          |
| Sejr     | 3–0         | Farbod Fadami        | TKO (slag)                    | The Zone FC 1                            | 9 februar 2008    | 1      | 2:31 | Stockholm        |                          |
| Sejr     | 2–0         | Mikael Haydari       | TKO (slag)                    | FinnFight 9                              | 15 december 2007  | 1      | 0:50 | Åbo              |                          |
| Sejr     | 1–0         | Saku Heikola         | Submission (rear-naked choke) | Shooto Finland: Chicago Collision 3      | 17 november 2007  | 2      | 3:42 | Lahtis           |                          |

## Externe henvisninger
- TheMauler.com – officielle hjemmeside
- Alexander Gustafsson – UFC.com
- Alexander Gustafsson – Sherdog.com

- Alexander Gustafsson hos Sherdog (engelsk)